# Pomurski muzej Murska Sobota
Pomurski muzej Murska Sobota je eden izmed pokrajinskih muzejev v Sloveniji. Sam muzej je bil ustanovljen leta 1955 in se od ustanovitve nahaja v renesančnem gradu sredi mestnega parka.
Muzej skrbi za varovanje kulturne dediščine v Pomurju.

## Razstave in zbirke
Stalna razstava, nagrajena s posebnim priznanjem Evropskega muzejskega foruma za leto 1999,  obiskovalce seznanja z  življenjem v pokrajini ob Muri od prazgodovine do danes.